# Vuelo 8501 de Indonesia AirAsia
El vuelo 8501 de Indonesia AirAsia (QZ8501/AWQ8501) del 28 de diciembre de 2014 fue un vuelo internacional regular de pasajeros operado por un avión Airbus A320-216. Partió del aeropuerto Internacional Juanda, en Indonesia, a las 05:24 (UTC +7) hacia el aeropuerto Internacional de Singapur con 155 pasajeros y 7 miembros de la tripulación. El contacto se perdió a las 07:24 (hora local), cuando el avión sobrevolaba el mar de Java, en aguas cercanas a la isla de Belitung.
El avión se había detenido durante una subida anormalmente empinada y no pudo recuperarse. El 1 de diciembre de 2015, el Comité Nacional de Seguridad en el Transporte de Indonesia publicó su informe concluyendo que la secuencia de eventos que condujo al accidente comenzó con un mal funcionamiento en la unidad limitadora del recorrido del timón. La respuesta de los pilotos condujo a un 104 grados rollo de la aeronave, y la aparente falta de comunicación entre ellos era un enlace importante en la cadena de sucesos que condujeron a la pérdida de la aeronave.
Indonesia AirAsia es una filial de la aerolínea de bajo costo AirAsia. El suceso es el tercero de 2014 en el que se ve involucrada una aerolínea de Malasia o afiliada de ella, después de la desaparición en marzo del vuelo 370 de Malaysia Airlines en el golfo de Tailandia y del derribo en julio del vuelo 17 de Malaysia Airlines en el este de Ucrania, ambos de Malaysia Airlines.

## Desarrollo

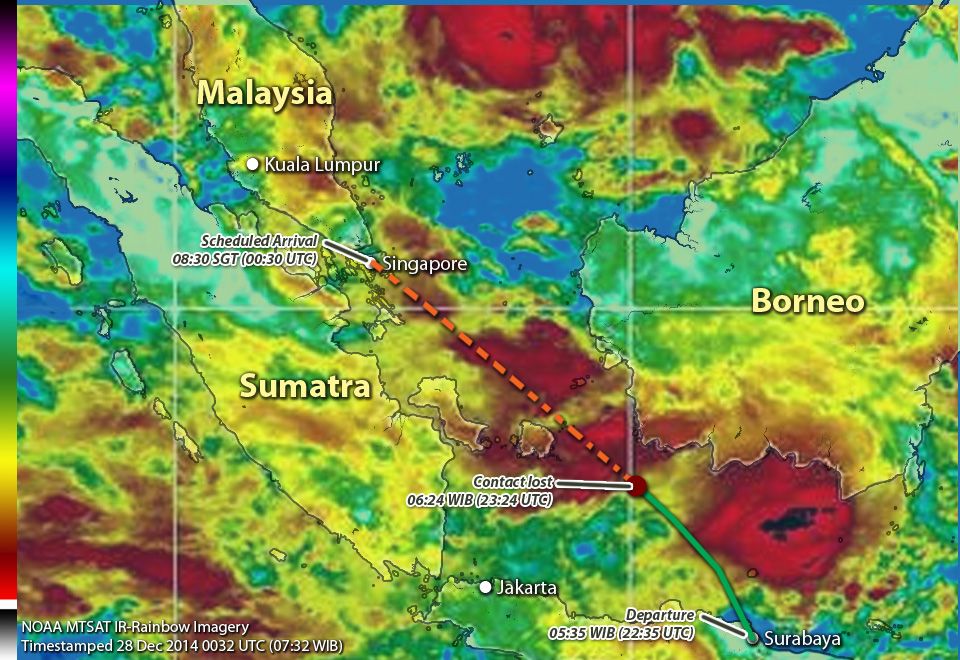
Trayectoria del vuelo superpuesta a imágenes de satélite obtenidas aproximadamente durante la desaparición del mismo.

El vuelo despegó del Aeropuerto Internacional Juanda, Surabaya, a las 05:35 (hora de Indonesia Occidental, UTC +7) y tenía previsto aterrizar a las 08:30 (hora de Singapur, UTC +8). La aeronave estaba bajo el control del tráfico aéreo indonesio cuando pidió desviarse de su trayectoria original debido a las malas condiciones meteorológicas. El piloto solicitó subir a 11 600 m para evitar los bancos de nubes, a pesar de que la altitud final registrada por el transpondedor y recogida por Flightradar24 era de 9 750 m. El control de tráfico aéreo perdió contacto con el avión a las 07:24 (hora de Indonesia Occidental), mientras sobrevolaba el mar de Java entre Kalimantan y Java, cerca de las aguas de la isla de Belitung, todavía bajo el control aéreo indonesio y a normal altitud y velocidad de crucero. Un análisis meteorológico reveló que el aparato estaba atravesando un cúmulo de tormenta durante los minutos previos a la desaparición. Según el ministro de Transportes de Indonesia, el avión no emitió señal de emergencia alguna.
El avión era operado por PT. Indonesia AirAsia (Indonesia AirAsia) y el certificado de operador aéreo fue emitido por el director de la Aviación Civil de Indonesia. Según la Organización de Aviación Civil Internacional (OACI), Indonesia está por debajo de lo exigido o no cumple los ocho elementos críticos de seguridad establecidos por la organización. Actualmente, Indonesia está incluida en la categoría 2 de la lista del International Aviation Safety Assessment Program (programa IASA) de la Administración Federal de Aviación estadounidense, lo que significa que el país asiático no cumple con los preceptos de la OACI para la supervisión de operador aéreo. Indonesia AirAsia no opera en la Unión Europea, por lo que no está incluida en la «Lista de compañías aéreas cuya explotación queda totalmente prohibida dentro de la UE, con excepciones».

### Cronología
| Transcurso | Horario         | Horario                    | Horario         | Evento                                                                       |
| Transcurso | UTC             | Indonesia Occidental UTC+7 | Singapur UTC+8  | Evento                                                                       |
| ---------- | --------------- | -------------------------- | --------------- | ---------------------------------------------------------------------------- |
| 00:00      | 27 de diciembre | 28 de diciembre            | 28 de diciembre | Despegó de Surabaya, en Java.                                                |
| 00:00      | 22:35           | 05:35                      | 06:35           | Despegó de Surabaya, en Java.                                                |
| 00:42      | 23:17           | 06:17                      | 07:17           | Las autoridades de aviación civil de Indonesia pierden el control del vuelo. |
| 01:49      | 28 de diciembre | 07:24                      | 08:24           | Se pierde el contacto con el control del tráfico aéreo de Indonesia.         |
| 01:49      | 00:24           | 07:24                      | 08:24           | Se pierde el contacto con el control del tráfico aéreo de Indonesia.         |
| 01:55      | 00:30           | 07:30                      | 08:30           | Llegada prevista al Aeropuerto Internacional de Singapur.                    |

## Aeronave
La aeronave es un Airbus A320-216, con número de serie 3648 y con matrícula PK-AXC. Realizó su primer vuelo el 25 de septiembre de 2008, siendo entregada a Indonesia AirAsia el 15 de octubre de ese año. Hasta la fecha, la aeronave tenía acumuladas un total de 23 000 horas de vuelo, alcanzadas tras realizar alrededor de 13 600 vuelos. Se había sometido a su última revisión de mantenimiento el 16 de noviembre de 2014. La aeronave está equipada con dos motores CFM International CFM56-5B6, configurada para transportar hasta un total de 180 pasajeros.

## Pasajeros y tripulación
| Nacionalidad | Personas |
| ------------ | -------- |
| Indonesia    | 155      |
| Surcoreana   | 3        |
| Francesa     | 1        |
| Malasia      | 1        |
| Singapurense | 1        |
| Británica    | 1        |
| Total        | 162      |

Indonesia AirAsia reveló las nacionalidades de los 162 pasajeros, de los cuales 145 son adultos, 16 niños y un bebé.

### Tripulación
Los pilotos a bordo del vuelo eran el capitán Iriyanto, que tenía un total de 6 100 horas de vuelo, el primer oficial Rémi Emmanuel Plesel, con 2 275 horas de vuelo, y el ingeniero de vuelo Saiful Rakhmad. La tripulación de cabina estaba formada por cuatro auxiliares de vuelo.

## Dispositivo de búsqueda

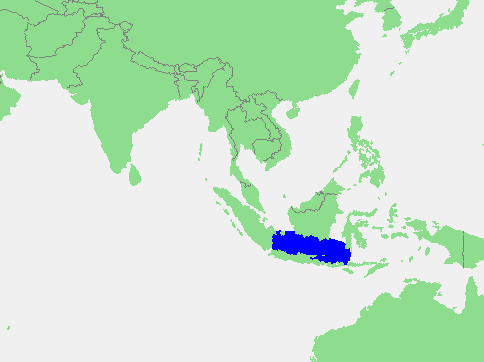
Localización del mar de Java.

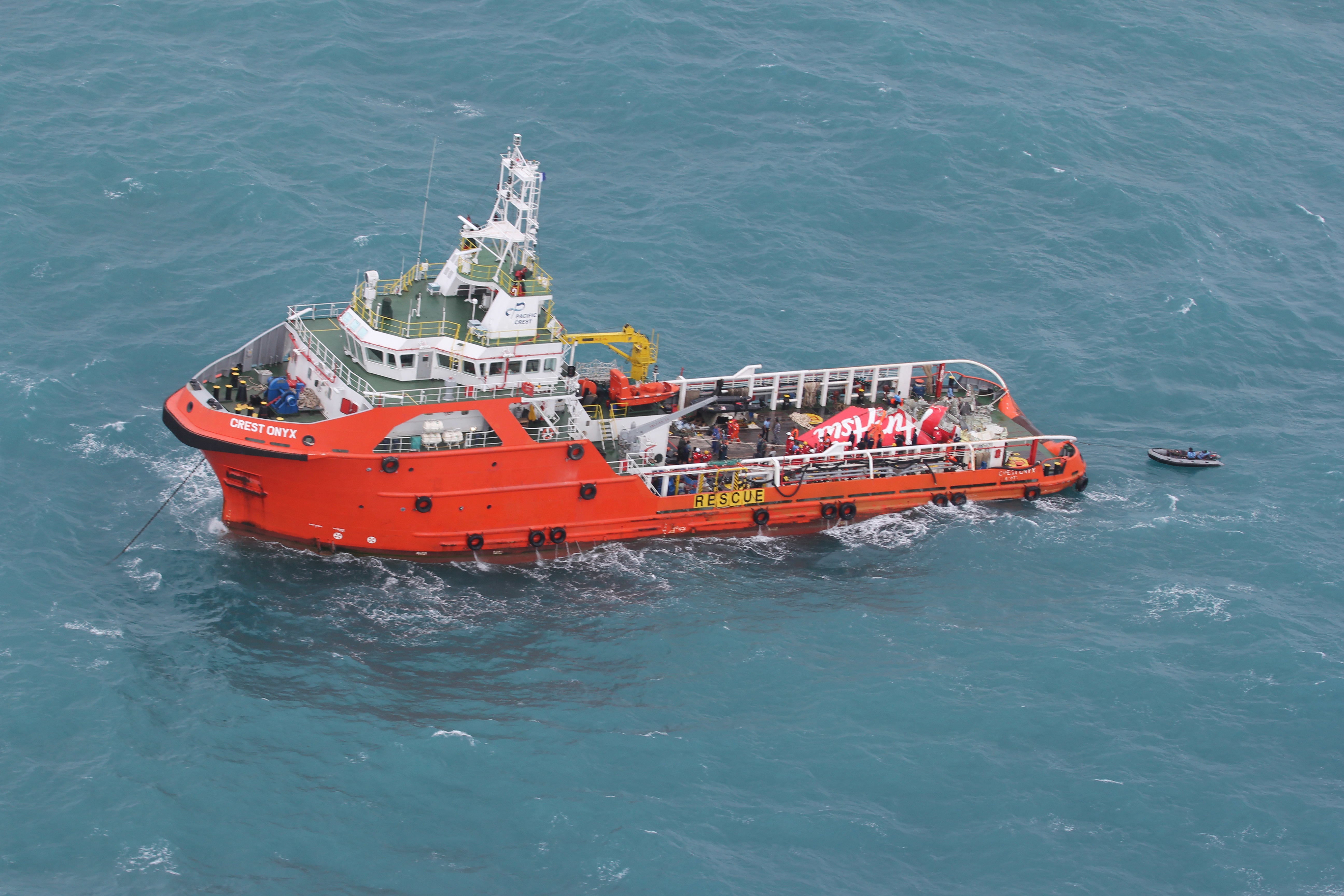
Buque de búsqueda con la cola del PK-AXC en su popa el 10 de enero de 2015.

Las operaciones de búsqueda y rescate estuvieron activas bajo la dirección de la Autoridad de Aviación Civil de Indonesia. La búsqueda fue suspendida a las 19:45 (hora local) del día 28 debido a la oscuridad y el mal tiempo, para ser reanudada al día siguiente. Fue establecido en Pangkal Pinang un centro de operaciones para coordinar los esfuerzos de búsqueda.
Poco después de ser confirmada la desaparición, la Agencia Nacional de Búsqueda y Rescate de Indonesia desplegó siete barcos y dos helicópteros para buscar en las costas de Belitung y Kalimantan. La Armada de las Fuerzas Armadas de Indonesia y la unidad provincial acuática y aérea de la policía nacional indonesia enviaron equipos de búsqueda y rescate. Además, un Boeing 737 de la Fuerza Aérea fue enviado a la última posición conocida del avión.
La Armada confirmó que había enviado cuatro naves a finales del primer día de búsqueda, uniéndose a los esfuerzos. La Fuerza Aérea desplegó más tarde otras aeronaves, entre las que se encontraba un CASA CN-235. El Ejército desplegó tropas terrestres para buscar en las islas adyacentes.
El Centro de Coordinación de Salvamento de Singapur, gestionado por la Autoridad de Aviación Civil del mismo país y apoyado por diversos organismos, entre ellos la Fuerza Aérea de la República de Singapur, también ha desplegado inicialmente un avión Lockheed C-130 Hercules para ayudar en la operación. Un oficial singapurense viajará a Yakarta para coordinar junto a las autoridades indonesias las operaciones de búsqueda, y dos aviones C-130 Hercules más serán desplegados en el segundo día de búsqueda.
El Gobierno de Malasia también ha establecido un centro de coordinación y salvamento en el aeropuerto Sultán Abdul Aziz Shah del Valle Klang y ha desplegado tres buques de guerra y tres aeronaves, incluyendo otro Lockheed C-130 Hercules para ayudar en el dispositivo.
El 30 de diciembre, el Gobierno de Indonesia confirmó el hallazgo de restos del avión y restos humanos flotando en el mar de Java a 10 kilómetros del sitio del último contacto con la aeronave. El Ministerio de Comunicaciones señaló que se identificó el logotipo de AirAsia en algunos de los objetos hallados y que se recuperaron cuarenta cuerpos. El presidente de Indonesia anunció el hallazgo en rueda de prensa, en la que informó del inicio de una mayor operación por aire y mar.

## Dramatización
El accidente fue presentado en la decimosexta temporada de la serie Mayday: catástrofes aéreas, en el episodio titulado «Solución mortal». Además, Science Channel emitió un documental el 28 de abril de 2015 llamado AirAsia 8501: Anatomía de un accidente.